# Steckborn (huyện)

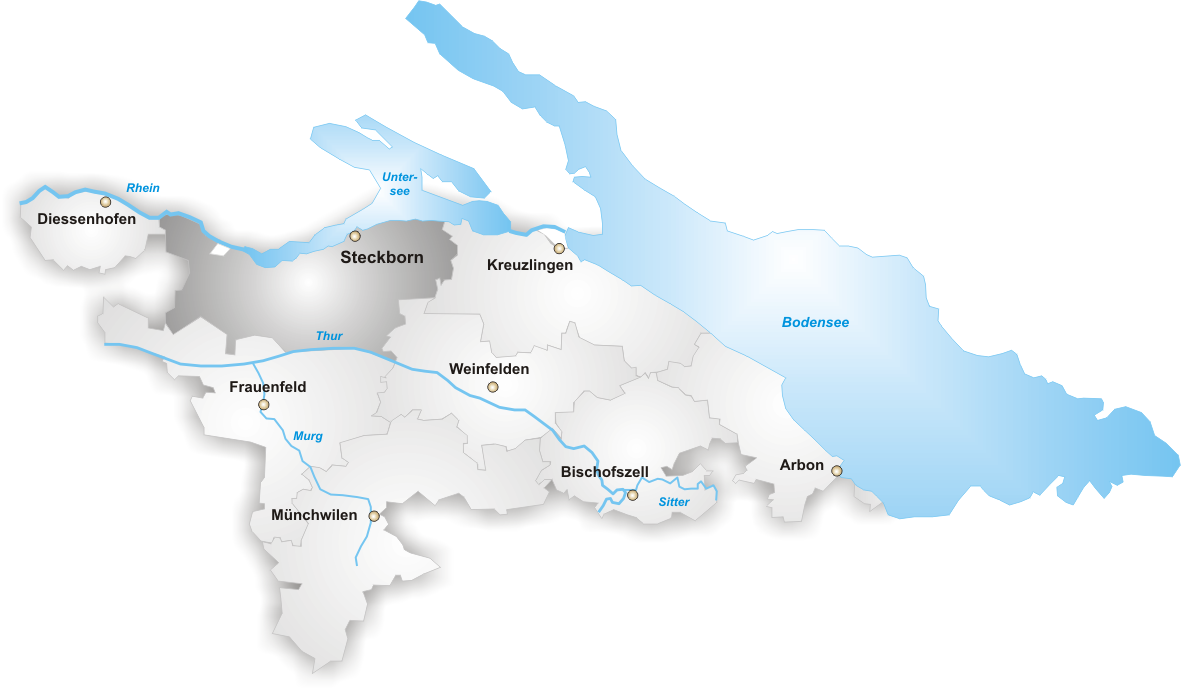
Huyện Steckborn

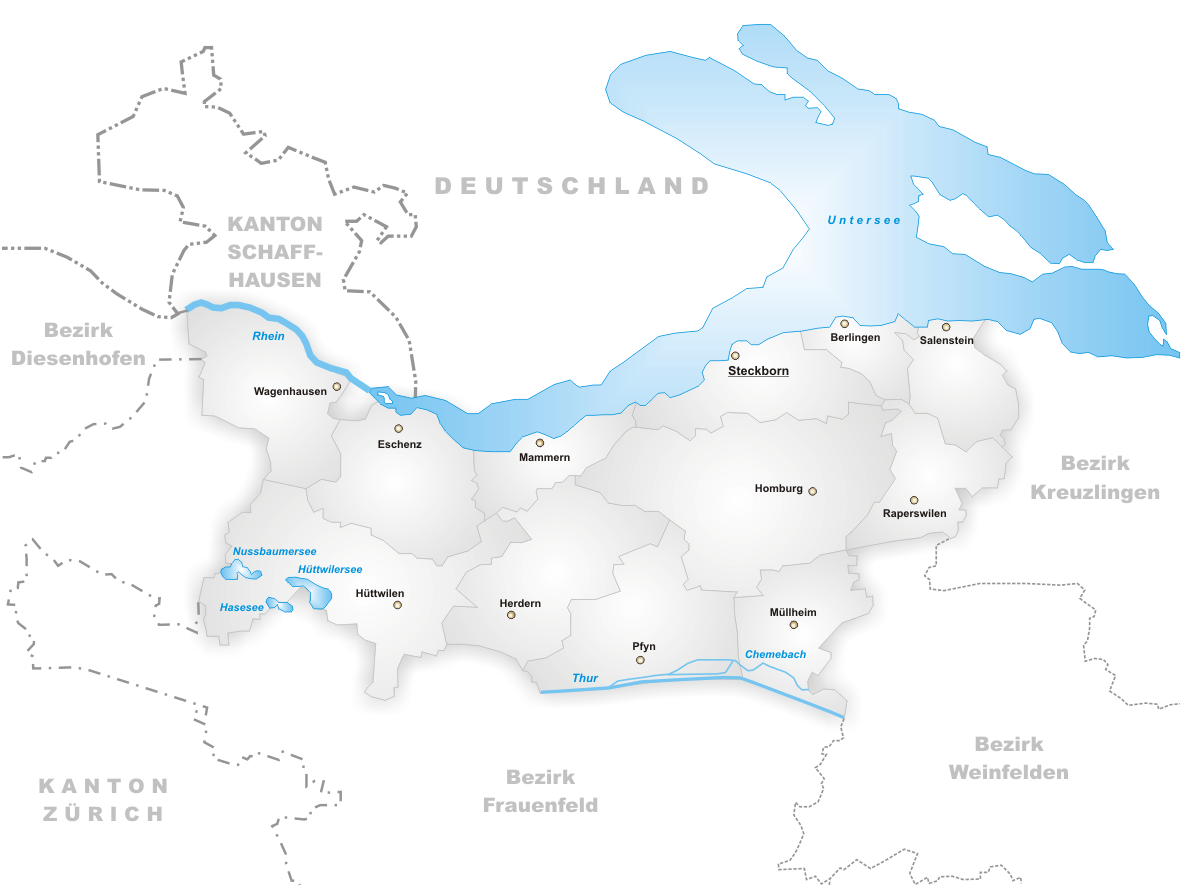
Các đô thị của Steckborn

Steckborn là một trong 8 huyện thuộc tổng Thurgau, Thụy Sĩ. Thủ phủ là thị xã Steckborn.
Huyện này có các đô thị sau:
| Đô thị      | Dân số (31 tháng 12 năm 2007) | Diện tích, km² |
| Berlingen   | 812                           | 4,0            |
| Eschenz     | 1619                          | 12,0           |
| Herdern     | 922                           | 13,7           |
| Homburg     | 1433                          | 24,1           |
| Hüttwilen   | 1416                          | 17.6           |
| Mammern     | 585                           | 5,5            |
| Müllheim    | 2496                          | 8,7            |
| Pfyn        | 1898                          | 13,0           |
| Raperswilen | 397                           | 7,7            |
| Salenstein  | 1244                          | 6,6            |
| Steckborn   | 3435                          | 8,8            |
| Wagenhausen | 1589                          | 11,2           |
| Total       | 17,846                        | 132.9          |

Bản mẫu:Districts of Thurgau